# Guido da Pisa
(Guido da Pisa, Epitaffio di Dante Alighieri, Manoscritto di Chantilly, c. 33r)
Guido da Pisa (Pisa, seconda metà del XIII secolo – metà del XIV secolo) è stato uno scrittore italiano attivo nel XIV secolo.
Non va confuso con l'omonimo compilatore di testi storici e geografici Guido da Pisa, vissuto nel XII secolo.

## Biografia
Di lui si conosce molto poco: egli stesso si definisce «oriundus» di Pisa commentando l'invettiva di Dante contro la città toscana, definita dal poeta «novella Tebe», mentre nel commento della morte di Corradino di Svevia, indica la sua sepoltura a Napoli «dove è la sede del nostro ordine del Carmelo», testimoniando la sua condizione di frate carmelitano. Documenti notarili pisani attestano l'esistenza nel 1332 di «fra Guido dell'ordine di santa Maria del Carmelo di Pisa» e nel 1339 di un «frater Guido pisanus de ordine sancte Marie de Carmelo». 
Nel codice 597 di Chantilly, conservato nel Museo Condé di Parigi, l'unico, insieme con il codice 31.918 del British Museum a contenere interamente le sue Expositiones et glose all'Inferno di Dante, datate al 1335-1340, l'autore è definito «Fratrem Guidonem Pisanum, Ordinis Beate Marie de Monte Carmeli». Il miniatore del codice, il giottesco Francesco Traini, lo rappresenta già vecchio intento alla scrittura e poi nell'atto di consegnare il manoscritto al nobiluomo genovese Luciano Spinola, suo allievo e console pisano a Genova, cui infatti l'opera è dedicata. Anche per questo motivo, si è ipotizzato che Guido fosse molto legato a Genova: nelle Expositiones l'invettiva di Dante contro Genova non viene commentata. 
Quanto al nome della sua famiglia, non vi sono elementi decisivi che ne permettano l'identificazione. Risulta conservato nell'archivio del convento agostiniano di San Nicola a Pisa il testamento, rogato nel 1326, di Dea di Albisello Boni che cita i nipoti fra Bandino agostiniano e fra Guido carmelitano. Un'altra associazione tra un fra Guidone carmelitano e un fra Bandino del Bono, però francescano, è nel testamento di un Lemmo di Bartolomeo Panevino del 1335. che li nomina suoi eredi; ancora un fra Guido di Bono Vestiti, però senza indicazione dell'Ordine di appartenenza, è citato in documenti del 1327.

## Gli scritti

### IlFiore d'Italia
Tre sono le opere che gli vengono riconosciute: il Fiore d'Italia - o più correttamente la Fiorita d'Italia - una storia universale scritta in volgare, la Declaratio alla Divina Commedia di Dante, nella quale espone, in terzine in lingua volgare, il contenuto della cantica dell'Inferno con brevi commenti in latino, e le Expositiones et glose super Comediam Dantis, un importante commento in latino dell'Inferno dantesco. 
Il Fiore d'Italia fu scritto tra il 1321 e il 1337. Esponendo in volgare questa compilazione di «alquanti memorabili fatti e detti degli antichi», egli afferma di aver voluto favorire i molti che non conoscono il latino. Previsto in sette libri, doveva concludersi con la storia di Roma al tempo di Augusto, ma l'opera pervenuta si arresta al II libro con le imprese di Enea, che ancora recentemente vennero spesso pubblicate a parte con il titolo di Fatti di Enea. 
Le fonti di Guido sono, oltre Livio, Ovidio, i tardi latini Isidoro e Girolamo, e i commentatori medievali Iacopo da Varazze e Nicholas Trevet, soprattutto l'Eneide di Virgilio e la Commedia di Dante, i cui versi vengono citati direttamente nel Fiore. Il motivo ispiratore dell'opera - scritta senza alcun scrupolo di veridicità - sta nella visione a carattere provvidenziale dello sviluppo della storia romana, i cui eventi introducono l'avvento nel mondo della civiltà cristiana. 

### LaDeclaratio
Anche la Declaratio (Dichiarazione), è uno scritto, parte in lingua volgare e parte in latina, compiuto almeno nel 1328, dal momento che a quella data risulta già noto a Bosone da Gubbio, che ne cita alcuni versi nel suo Capitolo sopra la Divina Commedia. La Declaratio si compone infatti di otto canti in terzine, ciascuno dei quali consistente di 76 versi con brevi commenti in latino, che servono a riassumere la Commedia dantesca e a introdurre il proprio maggior commento dell'Inferno delle successive Expositiones.

### LeExpositiones et glose
Il commento all'Inferno è contemporaneo o appena successivo alla Declaratio: terminato intorno al 1328, dovrebbe aver subito un'ultima revisione verso gli anni 1335-1340. Guido traduce il testo volgare di Dante in latino, lo espone in prosa e lo commenta, individuando le questioni storiche che stanno alla base delle vicende fantastiche del poema e dando le varie interpretazioni allegoriche, tenendo presenti le precedenti interpretazioni di Jacopo Alighieri e di Graziolo Bambaglioli. 
In questo senso frate Guido ci colpisce fin dalle prime battute, con un'originale e curiosa interpretazione del "mezzo del cammin di nostra vita", espressione per la quale il commentatore pisano rifiuta la spiegazione anagrafica dei 35 anni, intendendo invece il verso come riferimento al sonno (dormiamo circa metà della vita) e assegnando al Poema il ruolo affascinante di opera onirica, ispirata da quel beato sonno in cui la mente nostra è quasi divina.
Diverse sono pertanto le chiavi interpretative adottate da Guido: quella visio prophetica in somnium, secondo la quale la poesia di Dante è una forma di teologia ma, quando occorre, Guido giustifica l'eterodossia conseguente a determinate situazioni descritte nella cantica con la legittimità dell'invenzione poetica. La necessità della poesia resta dunque distinta e autonoma da quella della dottrina cristiana, rimanendo così ferma, per Guido, la considerazione di Dante quale altissimo poeta e teologo di vaglia.

## Edizioni
- Fiore d'Italia, a cura di Luigi Muzzi, Bologna, Turchi 1824
- Declaratio super comediam Dantis, edizione critica a cura di Francesco Mazzoni, Firenze, Società Dantesca Italiana 1970
- Expositiones et glose super Comediam Dantis, a cura di Michele Rinaldi, Edizione Nazionale dei Commenti danteschi, vol. 5, tomo 2, Salerno Editrice, novembre 2013.